# Martina Fortkord
Martina Fortkord (Stoccolma, 22 marzo 1973) è un'ex sciatrice alpina svedese.

## Biografia
È sorella di Fredrik e madre di Alice, entrambi sciatori freestyle.
Specialista dello slalom gigante originaria di Åre, Martina Fortkord debuttò in campo internazionale ai Mondiali juniores di Zinal 1990; esordì in Coppa del Mondo il 14 gennaio 1994 sulle nevi di Cortina d'Ampezzo, ottenendo il 55º posto in discesa libera, mentre in Coppa Europa colse le ultime vittorie il 24 e il 25 gennaio 1996 a Sankt Sebastian in slalom gigante. Venne quindi convocata per i Campionati mondiali di Sierra Nevada 1996, dove si piazzò 10ª nello slalom gigante, e di Sestriere 1997, dove fu 19ª nella medesima specialità.
Il 25 ottobre 1997 sul tracciato di Tignes conquistò l'unico podio di carriera in Coppa del Mondo, 3ª in slalom gigante alle spalle dell'italiana Deborah Compagnoni e della tedesca Martina Ertl; ai successivi XVIII Giochi olimpici invernali di Nagano 1998, sua unica presenza olimpica, fu 14ª nello slalom gigante e non completò lo slalom speciale. Il 12 gennaio 2000 a Sankt Sebastian salì per l'ultima volta sul podio in Coppa Europa (2ª in slalom gigante) e disputò la sua ultima gara di Coppa del Mondo l'11 marzo successivo a Sestriere, senza qualificarsi per la seconda manche. Terminò l'attività agonistica il 15 aprile dello stesso anno in occasione di uno slalom speciale FIS disputato a Lindvallen.

## Palmarès

### Coppa del Mondo
- Miglior piazzamento in classifica generale: 51ª nel 1998
- 1 podio (in slalom gigante):
  - 1 terzo posto

### Coppa Europa
- 8 podi (dati dalla stagione 1994-1995):
  - 2 vittorie
  - 4 secondi posti
  - 2 terzi posti

### Coppa Europa - vittorie
| Data            | Località        | Paese   | Specialità |
| --------------- | --------------- | ------- | ---------- |
| 24 gennaio 1996 | Sankt Sebastian | Austria | GS         |
| 25 gennaio 1996 | Sankt Sebastian | Austria | GS         |

Legenda:

GS = slalom gigante

### Campionati svedesi
- 5 medaglie (dati parziali)[2][3]:
  - 2 ori (discesa libera, supergigante nel 1994)
  - 2 argenti (discesa libera nel 1997; slalom gigante nel 1998)
  - 1 bronzo (slalom gigante nel 2000)